# Битка код Монлерија
Битка код Монлерија (фр. Battle of Montlhéry), 16. јула 1465, између француског краља Луја XI и Карла Смелог, војводе од Бургундије, била је део Бургундских ратова. Завршена је без победника.

## Позадина
Заверу феудалаца против француске круне, зачету 1464. и названу Лига јавног добра (фр. Ligue du Bien public), под вођством Карла Смелог, војводе од Бургундије, краљ Луј XI одлучио је да уништи у самом зачетку. Лако је умирио Бери (фр. Berry), а затим и област Бурбон (фр. Bourbon). За то време је Карло Смели, на челу бургундијске војске, прешао Сену у намери да се споји са снагама Франсоа II (фр. Francois II duc de Bretagne), војводе од Бретање. Да би га у томе спречио,  Луј XI му је похитао у сусрет. Сударили су се код Монлерија (фр. Montlhéry), 15 км јужно од Париза.

## Битка
Захваљујући довољно објективној и детаљној хроници Филипа Комина (фр. Philippe De Commynes), учесника те битке, то је један од најбоље познатих судара двеју војски у 15. веку.
Војске су биле приближне јачине. Луј XI довео је све своје ордонанс-компаније, око 2.200 копаља и око 9.000 коњаника. Карло Смели имао је 10.000 људи, од тога око 1.400 витезова, слабије наоружаних (само је 400 витезова било оклопљено), а добрим делом без великог ратног искуства. Битка је почела борбом стрелаца. Тежећи брзом исходу, Карло Смели разбио је јуришем свог десног крила непријатељево лево крило и прешао у гоњење. Међутим, и краљево десно крило постигло је исти резултат. Рањен, и у опасности да буде опкољен, Карло Смели убрзо се вратио својој главнини, а заморени борци оба табора нису били у стању да наставе битку до решења.

## Последице
Луј XI повукао се у Париз, после чега се Карло Смели спојио са својим савезницима и опсео град. Плашећи се побуне Парижана у случају дуже опсаде и глади, краљ Луј је потписао уговор у Конфлану (1465), предавши побуњеним великашима готово све што су тражили: поседе, новац и положаје. Краљев брат Шарл, војвода од Берија, један од вођа побуне, добио је Нормандију. Ова успела побуна, и даљи покушаји Шарла Смелог да од Бургундије направи независну државу, били су увод у Бургундске ратове, који су окончани тек 1477, припајањем Бургундије од стране Француске.